# الهواء الرجاعي
الهواء الرجاعي هوة أو حفرة انهدامية في الأرض من أكبر الحفر الطبيعية في ليبيا والتي لا يعرف عمقها على وجه التحديد، تقع بمنطقة بلخنة الجبل الأخضر ما بين شحات والأبرق.

## وصفها
الحفرة أخذت شكل فوهة بركانية يقال أنها تكونت بسبب اصطدام أحد النيازك بالأرض قديما. توجد في عمق هذي الحفرة الطبيعية عين ماء يقال أنها تصب في البحر الأبيض المتوسط وبالتحديد في مدينة سوسة التونسية.[محل شك] ويوجد بهذه الحفرة أشجار ونباتات متعددة كشجر التين الشوكي وأشجار أخرى ويعيش بها الكثير من حمام جبلي.